# Chiesa dei Santi Martino e Giusto
La chiesa dei Santi Martino e Giusto è un edificio sacro situato a Lucardo, frazione del comune di Montespertoli, in provincia di Firenze, diocesi della medesima città.

## Storia
La chiesa sorge ai limiti di una piazza situata fuori dal castello di Lucardo, un centro curtense conosciuto fin dall'VIII secolo. In questo luogo nel 1093 venne fondata una cappella, a memoria della fondazione, sopra uno stipite era posta la seguente iscrizione:
La chiesa era censuaria del vescovo fiorentino ed era affidata alle cure di una comunità di canonici; in un documento alla data 10 ottobre 1206 viene ricordato l'allora rettore che si chiamava Perfetto. La chiesa sorgeva in posizione equidistante dalle pieve circostanti e grazie a ciò godette di una notevole autonomia economica; in virtù di questo fatto prima del 1201 la chiesa venne ricostruita e venne dotata di un campanile; all'anno 1201 è possibile risalire grazie ad un'iscrizione posta nella campana maggiore recitante IN NOMINE DOMINI NOSTRI IESU CHRISTI AMEN, MCCI.
L'equidistanza dalle pievi vicine la portò anche a essere desiderata dalle medesime e infatti nel 1260 quando il popolo promise 13 staia di grano per il mantenimento dell'esercito fiorentino l'allora Canonica S.Martini de Lucardo risulta suffraganea della pieve di San Lazzaro ma nelle decime pagate tra il 1276 e il 1303 risulta sottoposta alla pieve di San Pancrazio.
Il capitolo dei canonici risulta attivo per tutto il XIV secolo e sono giunti a noi i nomi del priore Ricovero per il 1294 e del priore Jacopo che il 16 giugno 1369 venne nominato rettore della chiesa di Nebbiano. Per il XV secolo le uniche notizie sulla chiesa riguardano degli interventi di manutenzione ordinaria, e l'evento maggiore fu l'installazione nel 1441 di una nuova campana.
Il patronato della chiesa spettava alla famiglia Machiavelli. Nel 1531 le vennero annesse due chiese poste nei dintorni: la chiesa di Santa Maria posta nel castello di Lucardo e la chiesa di San Giusto a Lucardo, un edificio posto più a valle, dalla quale prese anche il titolo.
La chiesa venne visitata dal vescovo di Firenze Alessandro de' Medici nel 1575 il quale la trovò ampia e in buono stato; dalla relazione stilata per quella visita inoltre sappiamo che a quel tempo la facciata della chiesa era in filaretto e che l'interno era provvisto di cinque altari, aveva il soffitto a capriate e un campanile a torre.
Il 25 giugno 1620 la chiesa venne consacrata, forse in seguito a dei lavori imponenti. Nel XVIII secolo la chiesa venne trasformata secondo il gusto barocco: il 1º settembre 1758 il campanile, pericolante, venne abbattuto e nel 1764 l'interno della chiesa venne decorato a stucco e furono aggiunti degli altari, infine nel 1769 venne dotata di un organo.
Pochi anni dopo nel 1827 le fondamenta dell'edificio stavano cedendo e fu obbligatorio provvedere ad un consolidamento. Altri lavori vennero effettuati nel 1925 quando venne rifatta la casa parrocchiale. Il 30 luglio 1961 è stata riconfermata quale prioria ed è tuttora officiata.

## Descrizione
Della originaria chiesa romanica restano poche tracce. Doveva trattarsi di un edificio ad aula rettangolare conclusa con un'abside semicircolare ed un campanile a torre. Oggi è rimasta solo la tribuna.

### Esterno
In questa zona sono almeno due le fasi costruttive riscontrabili: la più antica è databile al 1093 ed è quella che parte dal basamento dell'abside ed occupa buona parte dell'alzato. Qui è visibile una monofora a doppio strombo oggi tamponata e tutto il paramento murario è composta da arenaria gialla perfettamente squadrata, con i conci posti a corsi orizzontali e paralleli. Sopra a questa è visibile la seconda fase dei lavori, effettuati forse dopo il terremoto del 1171, come nella pieve di Sant'Appiano. Il paramento murario, qui è stato realizzato in laterizio. Quest'intervento deve essersi concluso entro il 1201.
La facciata della chiesa è molto semplice e oltre al portale in pietra serena l'unica apertura è costituita da una finestra a forma di campana. 
Sulla sinistra sorge l'edificio della Compagnia realizzato nel 1577 anche questo dalle forme sobrie, tipiche del periodo settecentesco 

### Interno
L'intero è a navata unica ed è stato ristrutturato nel 1764 e a quest'epoca risalgono le decorazioni parietali, gli altari e gli arredi. Al primo e secondo altare di destra sono collocate due tele di Giacinto Fabbroni raffiguranti rispettivamente Sant'Anna che insegna a leggere a Maria e Madonna col Bambino tra i Santi Giuseppe e Camillo , opere entrambe del 1764.
All'altare maggiore si trova un importante tavola raffigurante la Madonna col Bambino tra i Santi Pietro, Martino, Giusto e Giovanni Battista di paternità non documentata ma assegnata a Raffaello Botticini. 
Al secondo altare sinistro è posta la piccola tavola centinata con la Madonna, il Bambino e Santi (fine del XV secolo), incorniciata nella tela dei primi secentesca raffigurante i Santi Domenico e Caterina e i Misteri del Rosario di autore ancora ignoto, interessante anche per la veduta di Lucardo che vi si vede al centro in basso.
Al primo altare è una tela con la Madonna col Bambino tra i Santi Sebastiano e Michele, attribuita a Michelangelo Vestrucci.
Dalla chiesa si può accedere all'interno dell'oratorio della Compagnia dell'Immacolata Concezione dove si trova un altare medievale probabilmente un tempo posto nella chiesa e qui collocato nella sistemazione che è documentata al 1655. Sopra di esso è una tela, ancora nella sua cornice originale, con l'Immacolata Concezione tra i Santi Carlo Borromeo e Antonio abate di un autore non ancora identificato.